# Герои востока
«Герои востока» (кит. 中華丈夫, англ. Heroes of the East, букв. с кит. Китайский муж) — гонконгский фильм с боевыми искусствами режиссёра Лю Цзяляна. Альтернативное название — «Шаолинь вызывает ниндзя» (англ. Shaolin Challenges Ninja).

## Сюжет
Хэ Тао — ученик кунг-фу. Его богатый отец устраивает свадьбу сына с дочерью японского партнёра по бизнесу. Поначалу парень возражает и симулирует болезнь, но соглашается на брак, когда находит невесту, Кода Юмико (Гун Цзы — по-китайски), привлекательной. После свадьбы Хэ Тао понимает, что Гун Цзы ещё и мастер боевых искусств. Её стиль карате кажется ему жестоким, из-за чего он пытается убедить её изучать китайские стили кунг-фу для женщин. Позже Гун Цзы в споре о том, чьи боевые искусства лучше, обижается и уезжает в Японию. Когда отец Хэ Тао приезжает в Японию, чтобы упросить Гун Цзы помириться с мужем, то видит как её тренирует друг детства сэнсэй Такено.
Желая любой ценой убедить её вернуться, Хэ Тао посылает жене письмо с унижением японских боевых искусств. Он надеется, что из-за письма она разозлится и вернётся, чтобы доказать, что японские боевые искусства не хуже китайских. Как только она приезжает, Хэ Тао надеется помириться. Но план проваливается, когда Такено читает письмо вместо Гун Цзы. Такено принимает написанное как оскорбление японских боевых искусств, после чего он с другими японскими мастерами отправляется в Китай принять вызов Хэ Тао.
В первом поединке Хэ Тао ошибочно воспринимает уважительный жест японского бойца и тем самым подливает масло в огонь. В связи с этим культурным недопониманием японцы воспринимают поединки ни как демонстрацию стилей, а как бои без правил. Гун Цзы, видя всю серьёзность сложившейся ситуации, помогает своему китайскому мужу, предупреждая о мастерстве Такено в ниндзюцу, что помогает Хэ Тао в финальной схватке с Такено.

## В ролях
| Актёр            | Роль                       |
| ---------------- | -------------------------- |
| Гордон Лю        | Хэ Тао                     |
| Ясуаки Курата    | Такено Санкура             |
| Мицуно Юко       | Гун Цзы / Кода Юмико       |
| Като Наоцо       | главный мастер Като        |
| Суми Тецу        | японский мастер карате     |
| Сирай Манабу     | японский мастер нунтяку-до |
| Омаэ Хитоси      | японский мастер дзюдо      |
| Харада Рики      | японский мастер кэндо      |
| Яна Нобуо        | японский мастер копья      |
| Наказаки Ясутака | японский мастер сай        |
| Юнь Сиутхинь     | учитель Хэ Тао             |
| Норман Чхёй      | Ван Чжэньцян               |
| Чин Мяо          | отец Хэ Тао                |
| Чен Хонъип       | Шоу Гуань                  |
| Оуян Шафэй       | третья тётушка             |
| Лю Цзялян        | нищий Су                   |

## Съёмочная группа
- Кинокомпания: Shaw Brothers
- Продюсер: Шао Жэньлэн
- Режиссёр: Лю Цзялян
- Ассистент режиссёра: Хуан Бацзин, Тхон Юнь
- Постановщик боёв: Лю Цзялян, Уилсон Тхон (помощник постановщика)
- Оператор: Артур Вон, Питер Нгоу (помощник оператора)
- Композитор: Фрэнки Чань[кит.]
- Гримёр: У Сюйцин
- Монтажёр: Цзян Синлун, Лэй Имхой
- Дизайнер по костюмам: Лю Цзию

## Награды
25-я церемония награждения Азиатско-тихоокеанского кинофестиваля (1978) — награда в следующей категории:
- Лучший международный кунг-фу боевик